# Mortain
Mortain er en kommune i Manche-departementet i Normandie-regionen i det nordvestlige Frankrig.

## Geografi
Mortain ligger på en klippefyldt bakke, som rejser sig over kløften ved Cance, en biflod til Sélune.

## Administration
Mortain er sæde for et kanton. Det var tidligere et subpræfektur i Manche departementet og sæde for Mortain arrondissementet, som eksisterede fra 1790 til 1926.

## Historie
I Middelalderen var Mortain centrum for et vigtigt grevskab (comté), som tilhørte regenterne i Normandiet. Omkring 1027 blev det tildelt Robert, som formentlig var en illegitim søn af Richard 1. af Normandiet. Han blev efterfulgt af William Warlenc, som formentlig var hans søn. I eller omkring 1049 fratog hertug Vilhelm ham det og gav det til sin halvbror Robert, som herefter var kendt som greven af Mortain. Robert blev efterfulgt som greve af sin søn William, som gjorde oprør mod Henrik 1. af England, blev taget til fange i slaget ved Tinchebrai (1106) og gav afkald på sine besiddelser. Nogle år senere overlod Henrik greveværdigheden til sin nevø Stefan, som blev konge i 1135. Ved Stefans død i 1154 blev hans overlevende søn William greve af Mortain, men da William døde uden arvinger i 1159 blev titlen overtaget af Henrik 2. af England. Da Richard 1. af England overtog tronen i 1189 overlod han titlen til sin bror Johan, som herefter var kendt som greve af Mortain indtil han overtog tronen i 1199. Da Normandiet gik tabt mistede englænderne også grevskabet, men efter at huset Lancaster havde generobret provinsen blev Edmund Beaufort, et barnebarn af John af Gaunt, udnævnt til greve af Mortain og beholdt denne titel indtil 1441, hvor han blev udnævnt til jarl af Dorset.
I august 1944 var Mortain ramme om et vigtigt slag mellem tyske og amerikanske styrker. I 6 dage kæmpede den amerikanske 30. infanteridivision tappert mod den tyske modangreb med kampvogne i Operation Lüttich, for at beskytte udbruddet, som blev indledt i Operation Cobra. Den berømte forfatter J.D. Salinger kæmpede i de amerikanske styrker – en oplevelse, som hans datter hævder førte til en posttraumatisk belastningsreaktion.

## Seværdigheder
- Sognekirken St Evroult er et fremragende eksempel på overgangsstilen i begyndelsen af det 13. århundrede.
- I nærheden af byen ligger Abbaye Blanche, grundlagt som et benediktiner kloster i 1105 og snart efter underlagt Citeaux. Kirken er et perfekt eksempel på en cistercienserklosterkirke fra slutningen af det 12. århundrede og dele af klosteret fra det 12. århundrede er også overlevet.
- Ruinerne af en borg, som engang var sæde for den grusomme Sir Guillaume de Mortain
- Hullet ved Goeblin.

## Personligheder
Mortain var fødested for Ferdinand André Fouqué (1828-1904), geolog og petrolog.

### Venskabsbyer
Mortain er venskabsby med:
- Thannhausen, Tyskland
- Blandford Forum, Storbritannien